# Cantón Piñas
Cantón Piñas är en kanton i Ecuador.   Den ligger i provinsen El Oro, i den sydvästra delen av landet, 400 km söder om huvudstaden Quito. Arean är 571 kvadratkilometer.
Terrängen i Cantón Piñas är bergig åt nordost, men åt sydväst är den kuperad.